# Бочаров, Никита Владимирович
Ники́та Влади́мирович Бочаро́в (12 июня 1992, Санкт-Петербург) — российский футболист, полузащитник.

## Карьера
Родился в Санкт-Петербурге. Начал заниматься футболом в 6-летнем возрасте. В 12 лет перешёл в спортивную школу «Смена». С 2009 года являлся игроком «Зенита». С 2010 года привлекался к тренировкам с первой командой, ездил на сборы. В январе 2011 года появились слухи о том, что Бочаров может пополнить состав «Ростова», но переход так и не состоялся.
В середине февраля перешёл в «Рубин», заключив трёхлетний контракт. Сразу стал тренироваться с первой командой. 25 марта впервые попал в заявку на матч чемпионата России с «Зенитом», но на поле не появился. 6 мая в матче с «Анжи» (1:3) дебютировал в премьер-лиге: появился на поле на 12 минуте игры, выйдя на замену вместо Алана Касаева.
В августе 2012 года на правах аренды перешёл в «Нефтехимик»из ФНЛ. Дебютировал в матче 6 тура против «Салюта», выйдя на замену на 85 минуте. В сезоне 2012/13 сыграл 21 матч.
31 августа 2015 года стало известно, что Бочаров подписал контракт с клубом «Томь», но был заявлен за фарм-клуб.
В феврале 2016 года подписал контракт с казахстанским клубом «Актобе». Дебютировал в матче 1 тура против «Астаны» (3:0). В сезоне 2016 года провёл 35 матчей и забил 1 гол.
5 марта 2017 года перешёл в «Ордабасы» как свободный агент.

### В сборной
В 2010 году выступал за юношескую сборную России (до 19 лет). Летом 2011 года играл за студенческую сборную России на Универсиаде в Китае, где россияне в матче за третье место уступили бразильцам. В 2013 году стал обладателем Кубка Содружества в составе молодёжной сборной России.
31 мая 2013 года попал в расширенный список студенческой сборной России для участия во Всемирной Универсиаде в Казани, 23 июня был включён в окончательный список игроков.

## Достижения
- Обладатель Кубка России: 2011/12
- Обладатель Кубка Содружества: 2013